# Liste von Basketballvereinen in Malta
Diese Liste ist eine Aufstellung von Basketballvereinen in Malta.
| Verein                                               | Logo | Ort                | Nationale Meisterschaften | Sportstätte        | Sonstiges und Webadresse             | Belege                     |
| ---------------------------------------------------- | ---- | ------------------ | ------------------------- | ------------------ | ------------------------------------ | -------------------------- |
| Hibernians Basketball Club                           |      | Paola              | 2018                      |                    | http://www.hiberniansbasketball.com/ | [ 1 ] [ 2 ] [ 3 ] [ 4 ]    |
| Valleta Fighters                                     |      | Valletta           |                           |                    |                                      | [ 5 ] [ 6 ] [ 7 ] [ 4 ]    |
| Starlites GIG                                        |      | Naxxar             |                           |                    |                                      | [ 8 ] [ 4 ]                |
| Mellieha Libertas Spalding                           |      | Mellieha           |                           |                    |                                      | [ 9 ] [ 10 ] [ 4 ]         |
| Floriana Basketball Club                             |      | Floriana           |                           | Independence Arena |                                      |                            |
| Tata Motors Loyola                                   |      | Loyola             |                           |                    |                                      |                            |
| Siggiewi Derby                                       |      | Siggiewi           | 2010                      |                    |                                      |                            |
| Depiro Hoops                                         |      |                    |                           |                    |                                      | [ 11 ]                     |
| Gzira Athleta Birkirkara (Athleta A-Z Electronics)   |      | Gzira / Binkirkara | 2011, 2012, 2019          |                    | Männer und Frauen                    | [ 12 ] [ 13 ] [ 14 ]       |
| Depiro Rabat Mtarfa/Imtarfa (Depiro Basketball Club) |      | Mtarfa             |                           |                    | https://depirobc.com/                | [ 15 ] [ 16 ] [ 17 ] [ 4 ] |
| Bupa Luxol                                           |      | Pembroke           | 2008, 2009                |                    |                                      | [ 18 ] [ 4 ]               |

Die Tabelle erhebt keinen Anspruch auf Vollständigkeit.